# روبرت إل. برادلي جونيور
روبرت إل. برادلي جونيور (بالإنجليزية: Robert L. Bradley, Jr.)‏ هو اقتصادي أمريكي، ولد في 17 يونيو 1955.